# Winter-X-Games 2024
Die Winter X Games XXVIII fanden vom 26. bis 28. Januar 2024 zum 23. Mal in Folge in Aspen, Colorado statt. Das Event wurde von ESPN produziert. Ausgetragen wurden jeweils acht Freestyle-Skiing und Snowboard-Wettbewerbe. An den Wettkämpfen nahmen 95 Athleten teil.

## Resultate

### Freestyle-Skiing

#### Knuckle Huck
| Rang | Name              |
| ---- | ----------------- |
|      | Colby Stevenson   |
|      | Henrik Harlaut    |
|      | Jesper Tjäder     |
| 4    | Quinn Wolferman   |
| 5    | Cody LaPlante     |
| 6    | Juho Saastamoinen |
| 7    | Alexander Hall    |
| 8    | Dennis Ranalter   |

| Rang | Name                 |
| ---- | -------------------- |
|      | Olivia Asselin       |
|      | Rell Harwood         |
|      | Sarah Höfflin        |
| 4    | Anni Karava          |
| 5    | Tereza Korábová      |
| 6    | Lisa Zimmermann      |
| 7    | Taylor Lundquist     |
| 8    | Alia Delia Eichinger |

#### Superpipe
| Rang | Name           |
| ---- | -------------- |
|      | Alex Ferreira  |
|      | Nico Porteous  |
|      | Hunter Hess    |
| 4    | Nick Goepper   |
| 5    | Brendan MacKay |
| 6    | Aaron Blunck   |
| 7    | David Wise     |
| 8    | Jon Sallinen   |

| Rang | Name             |
| ---- | ---------------- |
|      | Eileen Gu        |
|      | Zoe Atkin        |
|      | Amy Fraser       |
| 4    | Svea Irving      |
| 5    | Dillan Glennie   |
| 6    | Riley Jacobs     |
| 7    | Jang Yujin       |
| 8    | Sabrina Cakmakli |

#### Slopestyle
| Rang | Name            |
| ---- | --------------- |
|      | Birk Ruud       |
|      | Alexander Hall  |
|      | Mac Forehand    |
| 4    | Colby Stevenson |
| 5    | Andri Ragettli  |
| 6    | Jesper Tjäder   |
| 7    | Evan McEachran  |
| 8    | Max Moffatt     |
| 9    | Henrik Harlaut  |
| 10   | Ferdinand Dahl  |

| Rang | Name                 |
| ---- | -------------------- |
|      | Tess Ledeux          |
|      | Mathilde Gremaud     |
|      | Giulia Tanno         |
| 4    | Rell Harwood         |
| 5    | Sarah Höfflin        |
| 6    | Anastassija Tatalina |
| 7    | Ruby Star Andrews    |
| 8    | Olivia Asselin       |

#### Big Air
| Rang | Name               |
| ---- | ------------------ |
|      | Troy Podmilsak     |
|      | Alexander Hall     |
|      | Daniel Bacher      |
| 4    | Miro Tabanelli     |
| 5    | Mac Forehand       |
| 6    | Sebastian Schjerve |
| 7    | Birk Ruud          |
| 8    | Max Moffatt        |

| Rang | Name                 |
| ---- | -------------------- |
|      | Tess Ledeux          |
|      | Anastassija Tatalina |
|      | Rell Harwood         |
| 4    | Ruby Star Andrews    |
| 5    | Sandra Eie           |
| 6    | Mathilde Gremaud     |

### Snowboard

#### Knuckle Huck
| Rang | Name            |
| ---- | --------------- |
|      | Liam Brearley   |
|      | Zeb Powell      |
|      | Darcy Sharpe    |
| 4    | Luke Winkelmann |
| 5    | Nate Haust      |
| 6    | Dylan Alito     |
| 7    | Miles Fallon    |
| 8    | Jake Canter     |

| Rang | Name          |
| ---- | ------------- |
|      | Kokomo Murase |
|      | Annika Morgan |
|      | Egan Wint     |
| 4    | Jasmine Baird |
| 5    | Ellie Weiler  |
| 6    | Iris Pham     |

#### Superpipe
| Rang | Name              |
| ---- | ----------------- |
|      | Scotty James      |
|      | Ruka Hirano       |
|      | Kaishu Hirano     |
| 4    | Shuichiro Shigeno |
| 5    | Jan Scherrer      |
| 6    | Yūto Totsuka      |
| 7    | Chase Josey       |
| 8    | Ayumu Hirano      |

| Rang | Name           |
| ---- | -------------- |
|      | Chloe Kim      |
|      | Mitsuki Ono    |
|      | Cai Xuetong    |
| 4    | Bea Kim        |
| 5    | Brooke D’Hondt |
| 6    | Berenice Wicki |
| 7    | Emily Arthur   |
| 8    | Kinsley White  |

#### Slopestyle
| Rang | Name             |
| ---- | ---------------- |
|      | Redmond Gerard   |
|      | Mark McMorris    |
|      | Mons Røisland    |
| 4    | Sven Thorgren    |
| 5    | Rene Rinnekangas |
| 6    | Tiarn Collins    |
| 7    | Chris Corning    |
| 8    | Taiga Hasegawa   |
| 9    | Judd Henkes      |
| 10   | Darcy Sharpe     |

| Rang | Name            |
| ---- | --------------- |
|      | Mia Brookes     |
|      | Kokomo Murase   |
|      | Reira Iwabuchi  |
| 4    | Anna Gasser     |
| 5    | Annika Morgan   |
| 6    | Hailey Langland |
| 7    | Miyabi Onitsuka |
| 8    | Laurie Blouin   |

#### Big Air
| Rang | Name             |
| ---- | ---------------- |
|      | Taiga Hasegawa   |
|      | Hiroaki Kunitake |
|      | Mons Røisland    |
| 4    | Chris Corning    |
| 5    | Tiarn Collins    |
| 6    | Rene Rinnekangas |
| 7    | Liam Brearley    |
| 8    | Takeru Otsuka    |

| Rang | Name            |
| ---- | --------------- |
|      | Kokomo Murase   |
|      | Reira Iwabuchi  |
|      | Laurie Blouin   |
| 4    | Mia Brookes     |
| 5    | Annika Morgan   |
| 6    | Jasmine Baird   |
| 7    | Laurie Blouin   |
| 8    | Miyabi Onitsuka |